# Loka Kongresa Komitato
Il Loka Kongresa Komitato (abbreviato come LKK, tradotto "Comitato Locale per il Congresso") è il gruppo di persone che organizza un congresso di esperanto. In genere e originariamente con LKK si intende il comitato organizzatore del Congresso universale di esperanto, organizzato dalla Universala Esperanto-Asocio (UEA). Il LKK ha solitamente un presidente, dei vicepresidenti, un segretario, un cassiere e altri membri con diverse funzioni. Spesso i membri del LKK non provengono solamente dalla città dove si tiene l'evento, ma anche dalla regione o addirittura da varie parti della nazione organizzatrice. 
Ormai il termine LKK viene utilizzato in generale per indicare il comitato organizzatore dei vari eventi esperantisti e non solo del Congresso universale. Ad esempio, anche il comitato organizzatore dell'Internacia Junulara Kongreso ("Congresso Internazionale Giovanile") di TEJO è chiamato LKK.   